# Max Busse
Max Busse (* 7. Januar 1895 in Seehausen (Altmark); † 30. März 1979 in Düsseldorf) war ein deutscher Reichsgerichtsrat.

## Leben
Busse war evangelisch und Sohn eines Seminaroberlehrers. Er wuchs in Prenzlau (Uckermark) auf und besuchte das dortige humanistische Gymnasium. Nach dem Abitur immatrikulierte er sich zum Sommersemester 1913 an der Ruprecht-Karls-Universität Heidelberg für Evangelische Theologie und Philologie. Am 21. April 1913 wurde er Mitglied der Burschenschaft Allemannia Heidelberg. Am 30. Juli 1914 inaktiviert, trat er 1914 als Kriegsfreiwilliger in das 2. Garde-Regiment zu Fuß. Im Ersten Weltkrieg stieg er über den Unteroffizier zum Leutnant der Reserve auf. Er wechselte nach dem Krieg das Studienfach und studierte von 1919 bis 1921 Rechtswissenschaft. Als Angehöriger der Garde-Kavallerie-Schützen-Division beteiligte er sich am Kapp-Putsch. Er bestand die erste juristische Staatsprüfung am 18. Januar 1922 in Berlin („ausreichend“). Die Assessorprüfung bestand er im April 1926 ebenfalls mit „ausreichend“. 1925 wurde er in Heidelberg zum Dr. iur. promoviert. 1929 wurde er Landgerichtsrat am Landgericht Berlin I. Zum 1. Januar 1932 trat er der NSDAP bei (Mitgliedsnummer 1.050.315). Im Oktober 1934 wurde er Kammergerichtsrat. Im Herbst 1936 wurde er Blockleiter. Am 4. Januar 1937 kam er als Hilfsarbeiter an das Reichsgericht und am 1. April 1937 wurde er zum Reichsgerichtsrat ernannt. Er war im V. Strafsenat des Reichsgerichts tätig. 1. April 1940 zum Hauptmann befördert, war er Abteilungskommandeur in einer Fernkampf-Batterie in der Normandie. Nach dem Krieg machte er wegen der Entnazifizierung vom 1. Dezember 1945 bis zum 12. Oktober 1947 eine Tischlerlehre in Ringelheim. Die Gesellenprüfung legte er vor der Tischlerinnung in Salzgitter-Watenstedt ab. Die praktischen Leistungen wurden mit „genügend“, die theoretischen mit „gut“ benotet. Das Gesellenstück war ein Kleiderschrank. Von Oktober 1947 bis Mai 1949 verdingte er sich als Tischlergeselle. Von Mai 1949 bis Mai 1951 arbeitslos, wurde er zum 11. Mai 1951 als Hilfsrichter beim Landesverwaltungsgericht Düsseldorf. An diesem Gericht war er vom 1. Februar 1952 bis zum 31. Oktober 1952 Landesverwaltungsgerichtsrat und ab dem 11. November 1952 Verwaltungsgerichtsdirektor. 1959 wurde er pensioniert.

## Mitgliedschaften
- Südafrikanisch-Deutsche Kulturvereinigung[5]

## Ehrungen
- Eisernes Kreuz 2. Klasse[1]
- Treudienst-Ehrenzeichen in Silber (1939)
- Wiederholungsspange zum EK II[1]
- Verwundetenabzeichen in Schwarz[1]
- Kriegsverdienstkreuz (1939) II. und I. Klasse